# Josep Llorens i Artigas
Josep Llorens i Artigas, född 1892, död 1980, var en spansk keramiker.
Josep Llorens i Artigas inledde sin verksamhet 1924 och arbetade i Barcelona och Paris. Han tillverkade stengods i enkla former olika glasyrer, väggdekorationer och annan konstkeramik. Josep Llorens i Artigas samarbetade med konstnärer som Georges Braque och Joan Miró. 1966 gjorde han skulpturer för Solomon R. Guggenheim Museum.